# أميبو
أميبو (بالإنجليزية: Amiibo)‏ (باليابانية: アミーボ) هو جهاز اتصالات منتج من قبل شركة نينتندو اليابانية تأسست في 10 يونيو 2014 ويتم استخدامه على اجهزة وي يو ونينتندو 3دي إس.